# 173e division d'infanterie
La 173e division de réserve (en allemand : 173. Reserve-Division ou 173. ResDiv.) est une des divisions de réserve de l'armée allemande (Wehrmacht) durant la Seconde Guerre mondiale.

## Historique
- 26 octobre 1939 : La division est formée à Nuremberg en Allemagne dans le Wehrkreis XIII, en tant que division de l'Armée de remplacement sous le nom de Kommandeur der Ersatztruppen XIII
- 5 novembre 1939 : L'état-major prend le nom de Kommandeur der Ersatztruppen 2./XIII
- 9 novembre 1939 : L'état-major prend le nom de 173. Division
- 21 décembre 1939 : L'état-major prend le nom de Division Nr. 173
- 16 juillet 1943 : Avec son reclassement en armée de réserve, la division prend le nom de 173. Reserve-Division. Elle est envoyée en Serbie et plus tard en Croatie où elle prend part à des opérations anti-partisans.
- 20 février 1944 : La division est dissoute.

## Organisation

### Commandants
| Date                               | Grade           | Commandant        |
| ---------------------------------- | --------------- | ----------------- |
| 1er novembre 1939 - 10 mars 1940   | Generalleutnant | Kurt Sieglin      |
| 10 mars 1940 - 15 décembre 1940    | Generalleutnant | Kurt Pflugradt    |
| 15 décembre 1940 - 16 juillet 1943 | Generalleutnant | Heinrich von Behr |
| 16 juillet 1943 - 20 février 1944  | Generalleutnant | Heinrich von Behr |

## Théâtres d'opérations
- Allemagne : novembre 1939 - septembre 1943
- Serbie et Croatie : septembre 1943 - février 1944

## Ordres de bataille
Juillet 1943
- Reserve-Grenadier-Regiment 17
- Reserve-Grenadier-Regiment 231
- Reserve-Artillerie-Abteilung 10
- Reserve-Pionier-Bataillon 46
- Sanitätsdienste 1073
- Versorgungstruppe 873

Novembre 1939
- Infanterie-Ersatz-Regiment 17
- Infanterie-Ersatz-Regiment 73
- Infanterie-Ersatz-Regiment 231
- Artillerie-Ersatz-Regiment 17
- Kavallerie-Ersatz-Abteilung 17
- Nachrichten-Ersatz-Abteilung 10
- Panzer-Ersatz-Abteilung 35
- Pionier-Ersatz-Bataillon 17
- Pionier-Ersatz-Bataillon 46
- Fahr-Ersatz-Abteilung 13
- Kraftfahr-Ersatz-Abteilung 13